# Noah Huntley

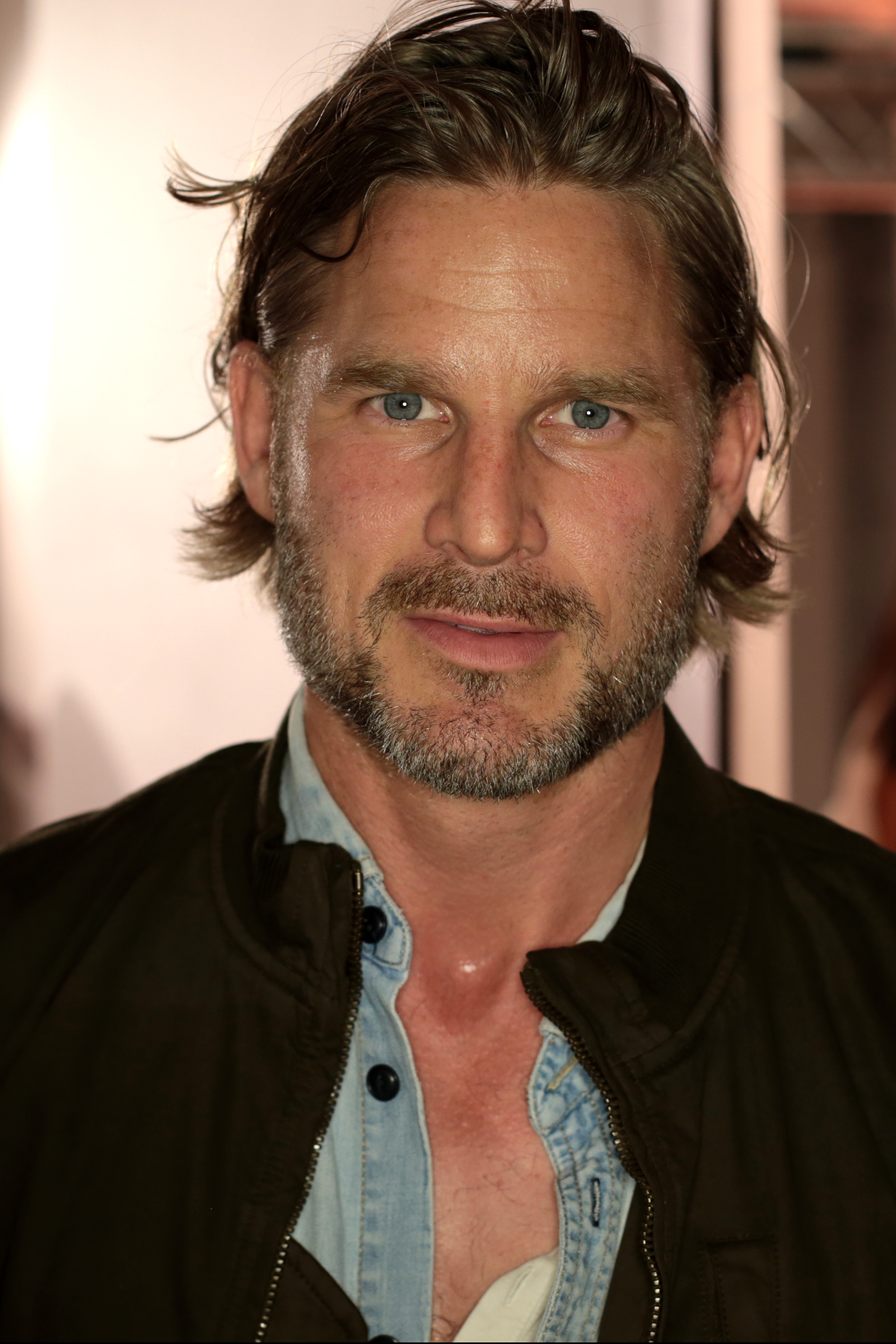
Noah Huntley

Noah Cornelius Marmaduke Huntley (* 7. September 1974 in West Sussex) ist ein britischer Schauspieler.

## Schauspielerische Karriere
Einem breiteren Publikum wurde Huntley durch seine Rolle des Mark im Endzeit-Horrorfilm 28 Days Later bekannt.

## Filmografie (Auswahl)
- 1997: Event Horizon – Am Rande des Universums (Event Horizon)
- 1999: Cyberspace – Ein Alptraum wird wahr (The Cyberstalking)
- 1999: Tom’s Midnight Garden
- 2001: Die Nebel von Avalon (The Mists of Avalon)
- 2001: Megiddo – Das Ende der Welt (Megiddo: The Omega Code 2)
- 2002: 28 Days Later
- 2003: Inspector Lynley –  Denn sie betrügt man nicht (The Inspector Lynley Mysteries, Fernsehserie, Folge Deception on His Mind)
- 2005: Die Chroniken von Narnia: Der König von Narnia (The Chronicles of Narnia: The Lion, the Witch and the Wardrobe)
- 2008: Dark Floors (Dark Floors – The Lordi Motion Picture)
- 2011: Familientreffen mit Hindernissen (Le Skylab)
- 2012: Snow White and the Huntsman
- 2013: Jappeloup – Eine Legende (Jappeloup)
- 2014: Dracula Untold
- 2015: Im Himmel trägt man hohe Schuhe (Miss You Already)
- 2015: The Royals (Fernsehserie)
- 2018: Paulus, der Apostel Christi (Paul, Apostle of Christ)